# Castelo de Anvaing
O Castelo de Anvaing é um histórico castelo situado na cidade de Frasnes-lez-Anvaing, na província de Hainaut, que se encontra na região de Valônia, na Bélgica, pertencente à família nobre de Lannoy.  Está "rodeado de um lago, amplos jardins e majestosos arvoredos. Há quatro torres situadas nas esquinas do castelo, construídas com placas de ferro forjado, que conservam o aspecto que tinham desde o século XVI", escreveu o blog Notícias da Realeza.
O castelo é a residência do Conde de Lannoy, atualmente Jehan de Lannoy, irmão mais velho da princesa herdeira consorte Stéphanie de Luxemburgo, nascida Lannoy.
Stéphanie cresceu no Castelo de Anvaing, onde também viveu até se casar.

## História

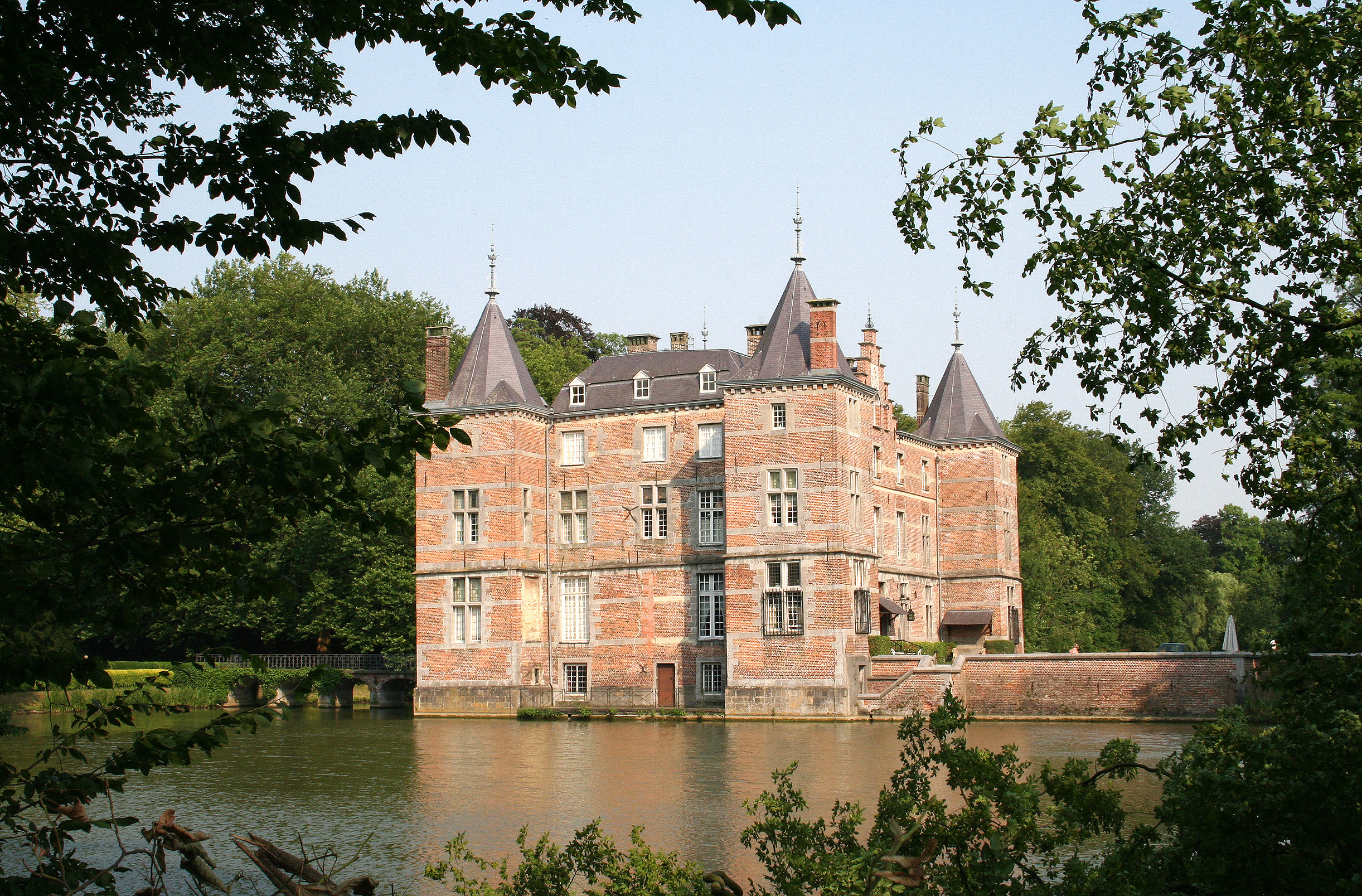
Imagem do Castelo de Anvaing, local onde a Bélgica assinou sua rendição aos nazistas

Oficialmente, segundo a Casa Grão-Ducal de Luxemburgo, foi Jacques I de Boubais, descendente da "poderosa" Casa de Hamaide de Anvaing, que mandou erguer o castelo entre 1544 e 1560 nas proximidades da casa de seus ancestrais. Segundo a Casa Grão-Ducal, há uma "indicação precisa do momento da construção graças a um pedreiro que teve a feliz ideia de registrar o ano de conclusão do edifício (1561)". Neto de Jacques I de Boubais, Jacques II não teve filhos, e o local passou para seu sobrinho e herdeiro Maximilien de Tenremonde, que por sua vez também não teve filhos varões, passando a herdade para sua filha Marie-Catherine. Ela casou-se em 1680 com Jean de Mesgrigny, que era administrador das fortificações de Flandres e Hainaut para o rei da França, Luís XIV, porém o casal também não teve filhos. Foi então o sobrinho de Marie, o Barão de Rouveroit de Pamele, que  herdou a propriedade em 1721. Seu filho e herdeiro hipotecou o castelo, tendo então a herdeira deste, Marie-Amour-Désirée, casada com o príncipe François-Joseph-Rasse de Gavre, posteriormente sido levada a vender a propriedade em 1781 ao conde Augustin de Lannoy. Foi seu filho, o conde François de Lannoy, que se estabeleceu em Anvaing em 1797, tendo depois sido sucedido por seus herdeiros, na ordem da linha de sucessão do título de Conde de Lannoy.
Até 1819 o castelo tinha apenas dois andares, mas o conde François mandou ampliá-lo, adicionando dois andares. Uma reforma foi feita em 1895, quando ele foi, em parte, restaurado. Quanto às quatro torres, elas mantiveram a mesma aparência que tinham no século XVI.
Um dado importante de sua história é que ele foi o local onde a Bélgica assinou sua rendição frente aos nazistas, em 28 de maio de 1940, durante a Batalha de Lys. Depois disto, o castelo serviu como base do 6º Exército Nazista até a libertação do país.

## Ocupantes
A propriedade é herdada junto com o título de Conde de Lannoy e pertenceu a: 
- Conde  Jacques-Adrien-François de Lannoy (1769-1835)
- Conde Gustave de Lannoy (1800-1892)
- Conde Charles-Maximilien de Lannoy  (1828-1901)
- Conde Philippe de Lannoy (1866-1937)
- Conde Paul Charles de Lannoy (1898-1980), avô da princesa Stéphanie de Luxemburgo
- Conde Philippe de Lannoy (1922-2019), pai da princesa Stéphanie de Luxemburgo
- Conde Jehan de Lannoy (1966 - ...), irmão da princesa Stéphanie de Luxemburgo